# Maestro del Escrivá

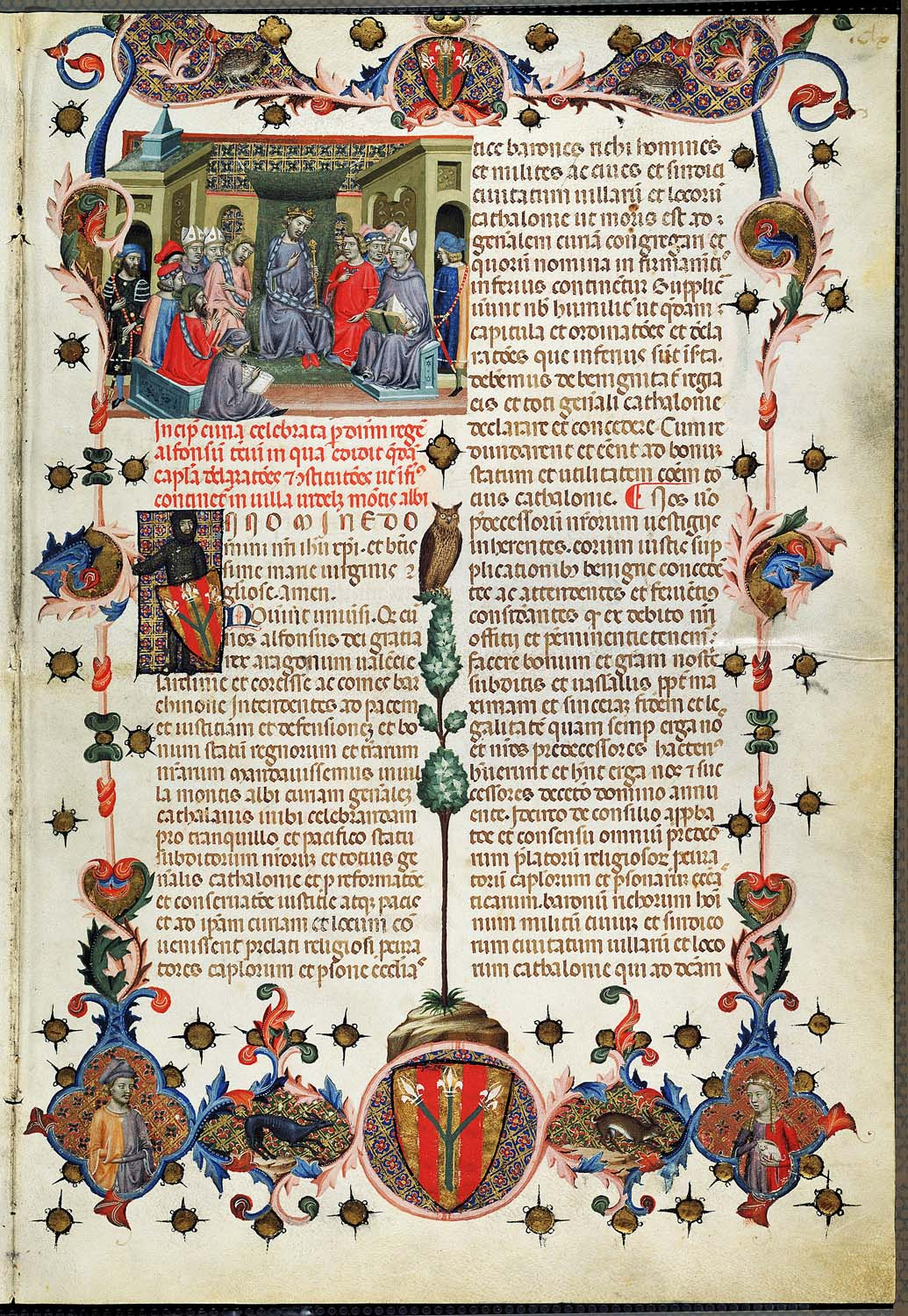
Folio del Llibre dels Usatges i Constitucions de Catalunya, en el Archivo Municipal de Lérida.

El Maestro del Escrivá fue un miniaturista y pintor gótico de identidad desconocida, activo en Cataluña durante la primera mitad del siglo XIV, al que se le ha considerado cercano al entorno del «taller de los Bassa».
Trabajó en Lérida desde donde dio continuidad a algunas de las empresas iniciadas en la época de Jaime II de Aragón y asumidas posteriormente por su viuda, Elisenda de Moncada, hermana de Ot I de Montcada i de Pinós. Entre 1328 y 1339 difunde la pintura italiana del Trecento en Lérida coincidiendo con el regreso de Ferrer Bassa de Italia. Su desaparición hacia el 1339 explicaría que los Moncada encargaran algunos retablos para su capilla en la Catedral de la Seu Vella de Lérida entre 1340 y 1341.

## Obras atribuidas
- Llibre dels Usatges i Constitucions de Catalunya, de 1362, en el Archivo Municipal de Lérida, Lérida.

También se cree que colaboró en la realización de:
- 1342-1348, Decretum Gratiani, encargado por Berenguer de Saportella i Pinós, tal como lo demuestra la heráldica que se representa en sus miniaturas.[3][4]
- Libro Verde, Archivo Histórico de la Ciudad de Barcelona, Barcelona.